# اوژوگینا
اوژوگینا (به لاتین: Ozhogina) یک رود در روسیه است که در یاقوتستان واقع شده‌است.